# Сатана из седьмого класса (фильм, 1959)
«Сатана из седьмого класса» (пол. Szatan z siódmej klasy) — польский фильм 1960 года, снят по одноимённому роману Корнеля Макушинского.

## Сюжет
Главный герой Адам Цисовский — умный и логически мыслящий мальчик со способностями детектива. Он пытается разгадать тайну наполеоновских войн.
В отличие от романа в фильме действие перенесено из межвоенного периода в 1950-е годы.
Фильм стал дебютом в кино Полы Раксы.
В 1960 году фильм «Сатана из седьмого класса», второй в истории польский фильм, номинировался на Оскар.

## В ролях
- Юзеф Скварк — Адам Цисовский (Cisowski)
- Станислав Мильский — профессор Павел Гонсовский (Gąsowski)
- Пола Ракса — Ванда Гонсовская (Gąsowska), племянница профессора
- Кристина Карковская — Ева Гонсовская
- Казимеж Вихняж — Иво Гонсовский, отец Ванды
- Мечислав Чехович — бандит «художник» Верыхо (Werycho)
- Чеслав Лазота — бандит Тощий (Chudy)
- Януш Клосиньский — Жегота (Żegota)
- Рышард Барыч — Камиль де Берье (Camil de Berier)
- Рышард Рончевский — француз
- Малгожата Пекарска — Бася, сестра Адама Цисовского
- Анджей Юрчак — ученик
- Ян Павел Крук — ученик
- Мацей Даменцкий — ученик Казик
- Янина Мартини — мать Адама
- Здзислав Любельский — крестьянин «Горбун», пособник бандитов
- Людвик Халич — Хайдучек
- Александер Фогель — ксёндз
- Станислав Белиньский — библиотекарь Розбицкий
- Кшиштоф Кравчик — ученик
- Данута Мневская-Деймек — воспитательница в детском саду (нет в титрах)

## Съёмочная группа
- Режиссёр: Мария Каневская
- Сценарий: Мария Каневская, Роман Невярович
- Оператор: Антони Вуйтович
- Композитор: Витольд Кжеминьски